# بوب هورن
بوب هورن (بالإنجليزية: Bob Horne)‏ هو سياسي أسترالي، ولد في 18 ديسمبر 1939 في نيوكاسل في أستراليا. حزبياً، نشط في حزب العمال الأسترالي. وقد انتخب عضو مجلس النواب الأسترالي عن دائرة Division of Paterson ‏ (3 أكتوبر 1998 – 10 نوفمبر 2001) وانتخب عضو مجلس النواب الأسترالي عن دائرة Division of Paterson ‏ (13 مارس 1993 – 2 مارس 1996).